# آرثر كولينز (مغني)
آرثر كولينز (بالإنجليزية: Arthur Collins)‏ هو مغني أمريكي، ولد في 7 فبراير 1864 في فيلادلفيا في الولايات المتحدة، وتوفي في 3 أغسطس 1933 في Tice, Florida ‏ في الولايات المتحدة.

## وصلات خارجية
- آرثر كولينز على موقع ميوزك برينز (الإنجليزية)
- آرثر كولينز على موقع أول ميوزيك (الإنجليزية)
- آرثر كولينز على موقع ديسكوغز (الإنجليزية)